# Урунходжаев, Саидходжа
Саидходжа Урунходжаев (1901—1967) — новатор колхозного производства, председатель колхоза «Москва», после смерти С. Урунходжаева переименован в его честь. Дважды Герой Социалистического Труда (1948, 1957).

## Биография
Родился в 1901 году в кишлаке Шайхбурхан Ходжентского уезда Ферганской области (позже — селение Шайхбурхан Гафуровского (Ходжентского) района Ленинабадской области Таджикской ССР, ныне — Согдийская область Таджикистана).
В 1936—1951 годах — председатель ряда колхозов Ленинабадского района Ленинабадской области.
В 1952—1967 — председатель колхоза «Москва» (ныне им. Урунходжаева, в том же районе и области), одного из лучших хлопководческих хозяйств страны.
В период его руководства на территории колхоза построено 11 школ, школа-интернат, Дворец культуры, 5 кинотеатров, санаторий, больница, родильный дом, поликлиника.
Член КПСС с 1929 года. Депутат Верховного Совета СССР 5—7-го созывов (с 1958 года). Делегат 21—23-го съездов КПСС.
Умер 14 сентября 1967 года там же, где и родился.

## Награды
- Дважды Герой Социалистического Труда:
  - 01.03.1948 и 17.01.1957 — за высокие урожаи хлопка.
- 3 ордена Ленина (в том числе 1932, 1.03.1948)
- орден Отечественной войны 1-й степени
- 4 ордена Трудового Красного Знамени (в том числе 17.12.1949, 23.10.1954)
- медали
- Мастер хлопководства Таджикской ССР (1948).

## Память
- Существует Музей Акционерного общества им. Саидходжа Урунходжаева[1], где установлен бюст Героя[2].
- Построен колхозный Дворец культуры «Арбоб» имени дважды Героя Социалистического Труда Саидходжа Урунходжаева. Это ни с чем не сравнимый шедевр Таджикистана. Здесь находится могила самого председателя колхоза [3], на которой написано : "Помнишь, когда ты родился, ты плакал, а все радовались? Теперь проживи так, чтобы после смерти твоей все плакали, а ты радовался сделанным делом".[4]